# Lullusglocke

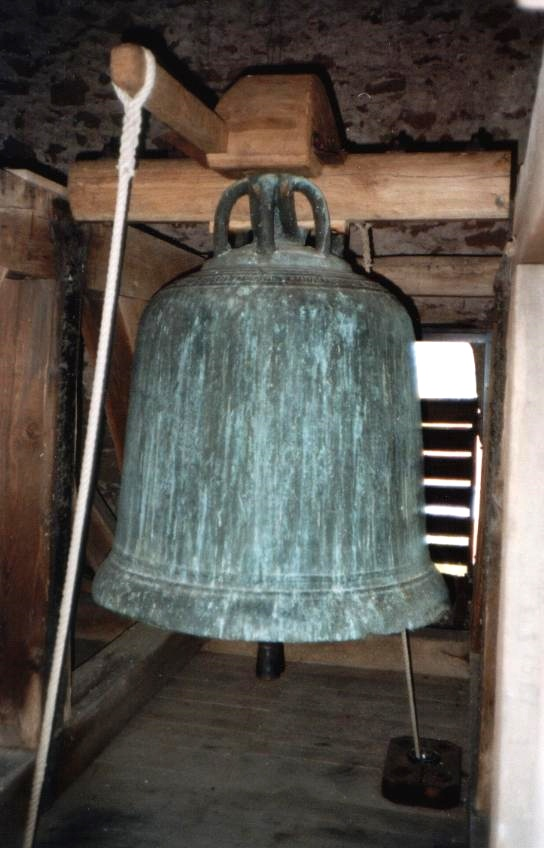
Lullusglocke

Lullusglocke, gjuten år 1038, är den äldsta daterade kyrkklockan i Tyskland och den hänger i Katharinenturm (”Katarinatornet”) i den romanska klosterruinen i  Bad Hersfeld. Den väger cirka 1 ton, och har en största diameter på 1,12 meter. Den har grundtonen h° och rings för hand med rep. Det finns dock en äldre odaterad klocka i Köln, en fyrkantig sammangjuten klocka av järnplåt, troligen från 800-talet.